# Microchirurgie

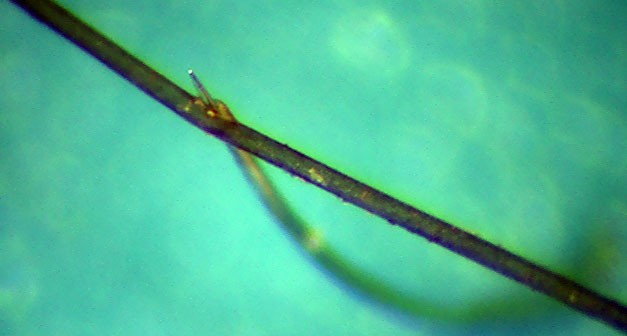
Photo d'une aiguille microchirurgicale traversant un cheveu humain.

La microchirurgie est une branche de la chirurgie qui nécessite un microscope opératoire pour effectuer des interventions de précision. Les microscopes permettent de grossir en moyenne 40 fois le champ de vision. La microchirurgie est une technique utilisée dans certains cas par des chirurgiens expérimentés, pour des opérations d'obstétrique, cardiologiques, oculaires ou en chirurgie dentaire et en chirurgie pédiatrique. Les techniques d’anastomose des petits vaisseaux sanguins et des nerfs sont particulièrement développées.
La greffe de cheveux implique souvent l'utilisation des instruments de microchirurgie.